# ديبي بيترسون
ديبي بيترسون (بالإنجليزية: Debbi Peterson)‏ (و. 1961  م) هي موسيقية، ومغنية أمريكية، بدأت مشوارها المهني سنة 1981.

## وصلات خارجية
- ديبي بيترسون على موقع IMDb (الإنجليزية)
- ديبي بيترسون على موقع ميوزك برينز (الإنجليزية)
- ديبي بيترسون على موقع إن إن دي بي (الإنجليزية)
- ديبي بيترسون على موقع ديسكوغز (الإنجليزية)
- ديبي بيترسون على موقع قاعدة بيانات الفيلم (الإنجليزية)
- ديبي بيترسون في قاعدة بيانات الأفلام على الإنترنت